# Королик Волоський
Королик Волоський (пол. Królik Wołoski) — колишнє село північної Лемківщини в Польщі, у гміні Риманів Кросненського повіту Підкарпатського воєводства, поблизу містечка Риманів, центру однойменної гміни.

## Розташування
Прилягає до воєводської дороги № 887.

## Історія
В 1389 р. герой Грюнвальдської битви Зиндрам з Маскович надав Гензлеві Йону ліс Між Яслиськами і Дошном для закладення поселення, назване Короликова. Після смерті Зиндрама село повернене до королівських володінь. У 1426 р. Володислав Ягайло подарував село Андрієві з Лубна, а той у 1433 р. продав перемиському латинському єпископу Янушу. Відтоді Короликова належала до володінь перемиських латинських єпископів. Первісна назва з часом стала «Королик». Православну парохію засновано в 1558 р. заходами Прокопа Волоха і село отримало прикметник «Волоський». Протягом 16 поколінь парохами в Королику Волоськім був рід Волошиновичів і останнім з них був Атаназій Волошинович (1823—1874) (однак родинні документи Волошиновичів згоріли в 1914 р. під час Першої світової війни на парафії в Липівці). В 1843—1845 рр. на місці старої дерев'яної церкви змурували з річкового каменю нову церкву перенесення Мощей св. Миколая.
До 1772 р. село входило до Сяніцької землі Руського воєводства, з 1783 року — до Сяноцького округу Королівства Галичини та Володимирії Австро-Угорщини.
У 1883 р. в селі було 502 жителі: 501 греко-католик і 1 римо-католик.
Під час Першої світової війни село не постраждало.
У селі існувала москвофільська читальня імені Качковського.
До 1945 року було переважно лемківське населення: з 290 жителів села — 285 українців і 5 євреїв.
До 1945 р. в селі була греко-католицька парохія Риманівського деканату, до якої також входив Королик Польський. Метричні книги провадились від 1784 р.
У 1945 році частину мешканців села було переселено в СРСР, а решту в 1947 році в результаті операції «Вісла» було депортовано на понімецькі землі Польщі. Знелюднена територія увійшла до сусіднього села Королик Польський. Після виселення лемків держгосп використовував церкву під склад.

## Пам'ятки
- Церква перенесення Мощей св. Миколая.
- Мурована каплиця кінця XVIII ст. під Шклярським перевалом.